# Pnigalio
Pnigalio är ett släkte av steklar som beskrevs av Franz Paula von Schrank 1802. Pnigalio ingår i familjen finglanssteklar.

## Dottertaxa tillPnigalio, i alfabetisk ordning[1][2]
- Pnigalio achalicus
- Pnigalio agraules
- Pnigalio albicoxa
- Pnigalio albiformis
- Pnigalio attis
- Pnigalio boharti
- Pnigalio brachysellus
- Pnigalio calamagrostidis
- Pnigalio coloni
- Pnigalio cruciatus
- Pnigalio elongatus
- Pnigalio epilobii
- Pnigalio externa
- Pnigalio glaber
- Pnigalio gyamiensis
- Pnigalio hirtulus
- Pnigalio katonis
- Pnigalio kopetdagensis
- Pnigalio kukakensis
- Pnigalio levis
- Pnigalio longulus
- Pnigalio maculipes
- Pnigalio minio
- Pnigalio monilicornis
- Pnigalio nemati
- Pnigalio neolongulus
- Pnigalio obscurus
- Pnigalio okutanii
- Pnigalio pallipes
- Pnigalio pectinicornis
- Pnigalio persimilis
- Pnigalio phragmitis
- Pnigalio pristiphorae
- Pnigalio rotundiventris
- Pnigalio rugatus
- Pnigalio sarasolai
- Pnigalio soemius
- Pnigalio strigiscuta
- Pnigalio subconicus
- Pnigalio tardulus
- Pnigalio ternatus
- Pnigalio tobiasi
- Pnigalio tricuspis
- Pnigalio tridentatus
- Pnigalio trjapitzini
- Pnigalio uroplatae
- Pnigalio vidanoi
- Pnigalio xerophilus